# Кастелкуко
Кастелку̀ко (на италиански: Castelcucco; на венециански: Castelcuc, Кастелкук) е село и община в Северна Италия, провинция Тревизо, регион Венето. Разположено е на 189 m надморска височина. Населението на общината е 2220 души (към 2010 г.).